# Some Mother-in-Law
Some Mother-in-Law è un cortometraggio muto del 1911 diretto da Arthur Hotaling che fu distribuito nel novembre 1911. Il film - un cortometraggio a una bobina - è interpretato da Harry Myers. Nel ruolo della suocera, la moglie del regista, l'attrice Mae Hotely.

## Produzione
Il film fu prodotto dalla Lubin Manufacturing Company.

## Distribuzione
Distribuito dalla General Film Company, il cortometraggio uscì nelle sale cinematografiche statunitensi il 15 novembre 1911.